# Mytilus (voilier)
Le Mytilus est un cotre aurique appartenant à l'Association Mytilus e.V.(Association pour la préservation et l'utilisation de voilier historique pour des groupes de scouts).

Son port d'attache est le Museumshafen Oevelgönne de Hambourg  en  Allemagne.

## Histoire
Ce cotre à coque en bois a été construit au chantier naval Dawartz de Tönning en 1939 et lancé comme crevettier sous le nom d'Alice jusqu'en 1975.
Vendu, il est rebaptisé Harmattan. En 1987, il acheté par l'association Mytilus e.V. pour naviguer sur l'Elbe et en Baltique. En mauvais état, il subit une longue restauration entre 1989 et 1996 et remis à l'eau sous le nom de Mytilus.
Il fait désormais de nombreuses croisières avec des groupes et participent à des rassemblements de vieux voiliers. Il a remporté la Rum-Regatta en 2009 et la régate de Flensburg en 2013.